# Nawaphol Tantrasenee
Nawaphol Tantrasenee (Thai: นวพล ตันตระเสนีย์, * 9. März 1989 in Rayong) ist ein thailändischer Fußballspieler.

## Karriere
Nawaphol Tantrasenee erlernte das Fußballspielen in der Schulmannschaft Assumption College in Si Racha sowie in der Jugendmannschaft des Chonburi FC in Chonburi. In Chonburi unterschrieb er am 1. Januar 2007 auch seinen ersten Vertrag. Im gleichen Jahr wurde er mit Chonburi thailändischer Meister. Ein Jahr später wechselte er zum Zweitligisten Sriracha FC. 2008 wurde er mit Sriracha Vizemeister und stieg somit in die erste Liga auf. Seine guten Leistungen blieben auch Muangthong United, dem Meister der zweiten Liga, nicht verborgen, und zur neuen Saison wechselte er zu eben jenem Verein. Mit Muangthong wurde er 2009 und 2010 Meister. Die Hinserie 2001 spielte er beim Ligakonkurrenten Police United in Bangkok, die Rückrunde stand er beim Zweitligisten Chiangmai FC auf dem Spielfeld. Am Ende musste er mit dem Verein aus Chiangmai in die dritte Liga absteigen. Nach dem Abstieg verließ er Chiangmai und ging nach Sisaket, wo er sich dem Erstligisten Sisaket FC anschloss. Nach der Hinrunde unterschrieb er einen Vertrag beim Zweitligisten Phuket FC. Hier stand er bis Ende des Jahres unter Vertrag. Die Saison 2013 spielte er beim Drittligisten Nakhon Nayok FC in Nakhon Nayok. Der Verein spielte in der Central/Eastern Region der dritten Liga. Der Zweitligist Phitsanulok FC aus Phitsanulok nahm ihn Anfang 2014 unter Vertrag. Mitte 2014 verpflichtete ihn der ebenfalls in der zweiten Liga spielende Saraburi FC. Am Ende der Saison feierte er mit Saraburi die Vizemeisterschaft und den Aufstieg in die erste Liga. Ende 2015 wurde er Verein aufgelöst. Nakhon Pathom United FC, ein Zweitligist aus Nakhon Pathom, nahm ihn Anfang 2016 unter Vertrag. Am Ende der Saison musste er mit Nakhon Pathom den Weg in die Drittklassigkeit antreten. Nach dem Abstieg verließ er Nakhon Pathom und schloss sich dem Zweitligisten PT Prachuap FC an. Am Ende der Saison wurde PT Tabellendritter und stieg in die erste Liga auf. 2018 stand er beim Ligakonkurrenten Sukhothai FC unter Vertrag. Die Hinrunde 2019 spielte er beim Zweitligisten Ubon United in Ubon Ratchathani, die Rückserie beim ebenfalls in der zweiten Liga spielenden Ayutthaya United FC. 2020 wechselte er nach Sattahip, wo er sich dem Zweitligisten Navy FC anschloss. Nach zehn Zweitligaspielen für die Navy wechselte er im Januar 2021 zum Ligakonkurrenten Uthai Thani FC nach Uthai Thani. Am Ende der Saison musste er mit Uthai Thani in die dritte Liga absteigen. Nach dem Abstieg kehrte er zum Navy FC zurück. Am Ende der Saison 2021/22 musste er mit der Navy als Tabellenletzter in die dritte Liga absteigen.

## Erfolge
Chonburi FC
- Thai Premier League: 2007

Sriracha FC
- Thailand Division 1 League: 2008 (Vizemeister)  ▲

Muangthong United
- Thai Premier League: 2009, 2010

Saraburi FC
- Thailand Division 1 League: 2014 (Vizemeister)  ▲

PT Prachuap FC
- Thai League 2: 2017 (3. Platz)  ▲